# Camera Headlines
Camera Headlines era un programa de televisión estadounidense emitido entre 1948 y 1949 en la fenecida cadena DuMont. Este noticiero fue un intento de DuMont en ingresar al formato de informativos utilizando material fílmico. Al igual que otros programas de los primeros años de la televisión norteamericana, existen conflictos acerca de la duración del programa, ya que algunas fuentes señalan que el programa duraba 30 minutos, mientras otras afirman que duraba 15 minutos. Camera Headlines se emitía de lunes a viernes a las 7:30 p. m. (hora del Este), alternado con I.N.S. Telenews los martes.
Al igual que varios programas de DuMont, no se conocen de grabaciones de Camera Headlines. Poco es lo que se sabe acerca de este programa, aun cuando fue emitida en una de las cuatro grandes cadenas de televisión de aquel entonces.